# Mary Stewart, Duquesa de Richmond
Mary Stewart (nascida Mary Villiers;Middlesex, 30 de março de 1622 — Westminster, novembro de 1685) foi uma nobre inglesa. Ela foi duquesa de Richmond e Lennox pelo seu segundo casamento com James Stewart, 1.° Duque de Richmond, além de duquesa de Buckingham em direito próprio.

## Família
Mary foi a filha primogênita de Jorge Villiers, 1.º Duque de Buckingham, um favorito do rei Jaime VI da Escócia e I de Inglaterra, e de Katherine Manners, 18.ª Baronesa Ros de Helmsley. Os seus avós paternos eram Sir George Villiers e Mary Beaumont, 1.ª Condessa de Buckingham. Os seus avós maternos eram Francis Manners, 6.° Conde de Rutland e Frances Knyvett.
Ela teve três irmãos mais novos: Charles, Marquês de Buckingham, George Villiers, 2.º Duque de Buckingham, marido de Mary Fairfax, e Francis.

## Biografia
Mary nasceu em 1622, e foi batizada na Igreja de St Martin-in-the-Fields, em Londres.
No dia 27 de agosto de 1627, Mary recebeu uma patente cedendo-lhe a dignidade de duquesa de Buckingham e para os seus herdeiros masculinos, com a morte do pai dela.
Seu pai foi assassinado em 23 de agosto de 1628, quando ela tinha apenas seis anos de idade. Anos depois, sua mãe, Katherine, casou-se com o católico Randal MacDonnell, 1.º Marquês de Antrim. 
Em 1634, a nobre interpretou a personagem de Sabrina na mascarada Comus do poeta John Milton, no Castelo de Ludlow.

### Primeiro casamento

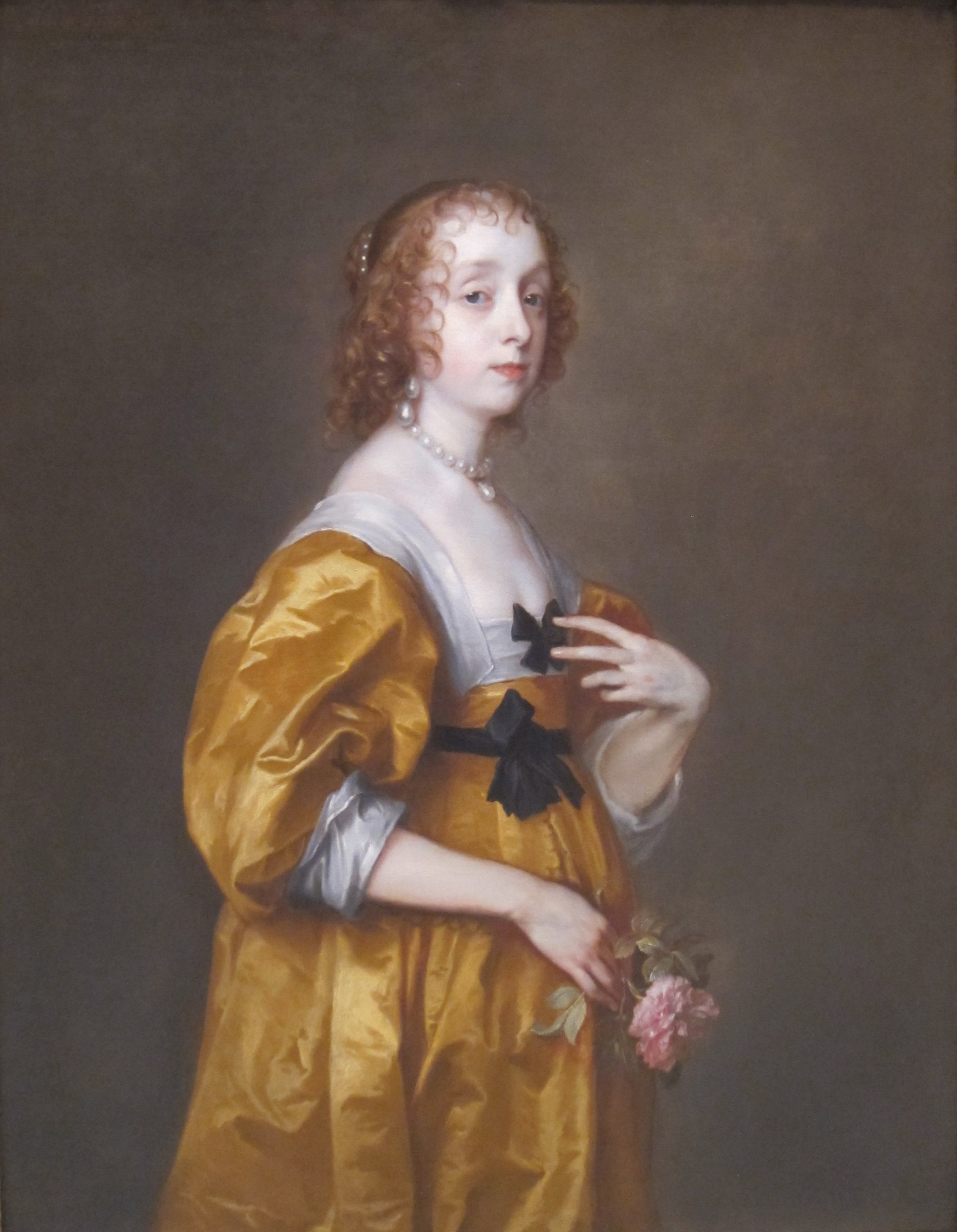
A Senhora Herbert de Shurland, c. 1636, por Anthony van Dyck, no Timken Museum of Art.

Aos 12 anos, ela casou-se com Charles Herbert, Senhor Herbert de Shurland, no dia 8 de janeiro de 1635, de 15 anos de idade, no Palácio de Whitehall.
Contudo, ele logo morreu como resultado de varíola, e o casal não teve filhos. A viúva passou a morar em Whitehall.

### Segundo casamento
Em 3 de agosto de 1647, aos 15 anos, Mary casou-se com James Stewart, 4.° Duque de Lennox, e futuro 1.° Duque de Richmond, na Capela do Arcebispo no Palácio de Lambeth, onde ela foi entregue pelo rei. James era filho de Esmé Stewart, 3.° Duque de Lennox e de Katherine Clifton, 2.ª Baronesa Clifton.
O casal teve dois filhos, Esmé e Mary.
Entre 1663 a 1688, a duquesa ocupou a posição Lady of the Bedchamber da rainha Catarina de Bragança.
Durante o período em que viveu na corte exilada de Carlos I, em Oxford, entre 1643 e 1645, a duquesa pode ter tido um caso com o príncipe Ruperto do Reno, que teria se apaixonado por ela.
O duque James morreu em 30 de março de 1655, e foi enterrado na Abadia de Westminster.

### Terceiro casamento
Por fim, Mary casou-se com o coronel Thomas Howard, por volta de novembro de 1664. Ele era filho de Sir William Howard, do Castelo de Naworth, em Cúmbria, e de Mary Eure.
Ela não teve mais filhos, e morreu em novembro de 1685, aos 63 anos de idade. Seu sepultamento ocorreu na Abadia de Westminster, em 28 de novembro, no Jazigo dos Richmond, na Capela Mariana de Henrique VII.

## Descendência
- Esmé Stewart, 2.° Duque de  Richmond e 5.° de Lennox (2 de novembro de 1649 – 10 de agosto de 1660), não se casou nem teve filhos;
- Mary Butler, Condessa de Arran (10 de julho de 1651 – 4 de julho de 1668), foi suo jure 5.ª baronesa Clifton de Leighton Bromswold. Foi esposa de Richard Butler, 1.° Conde de Arran. Sem descendência.

## Legado
A duquesa pode ter publicado poemas sob o pseudônimo de Ephelia.

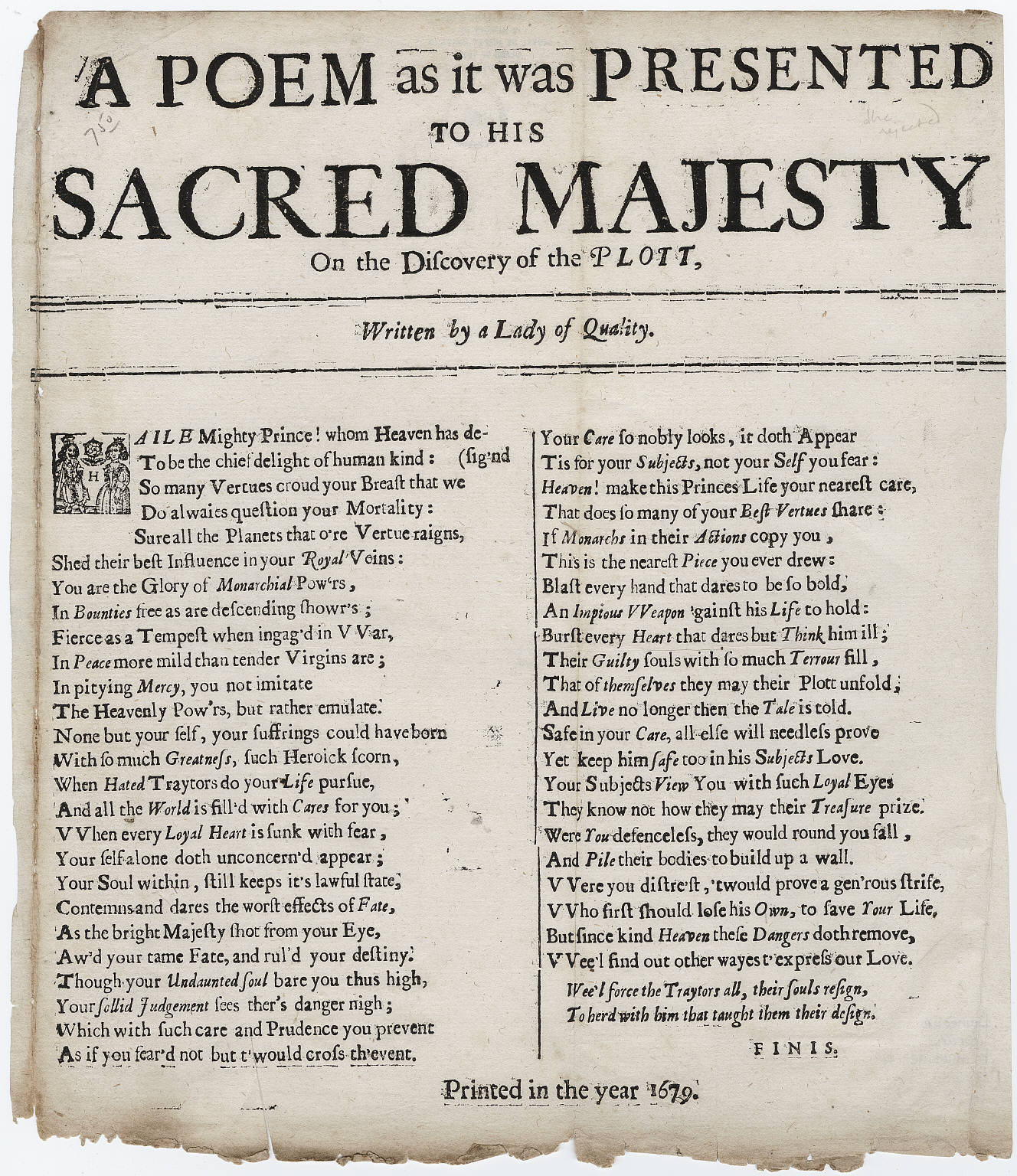
Poema ao rei com possível autoria atribuída a duquesa.
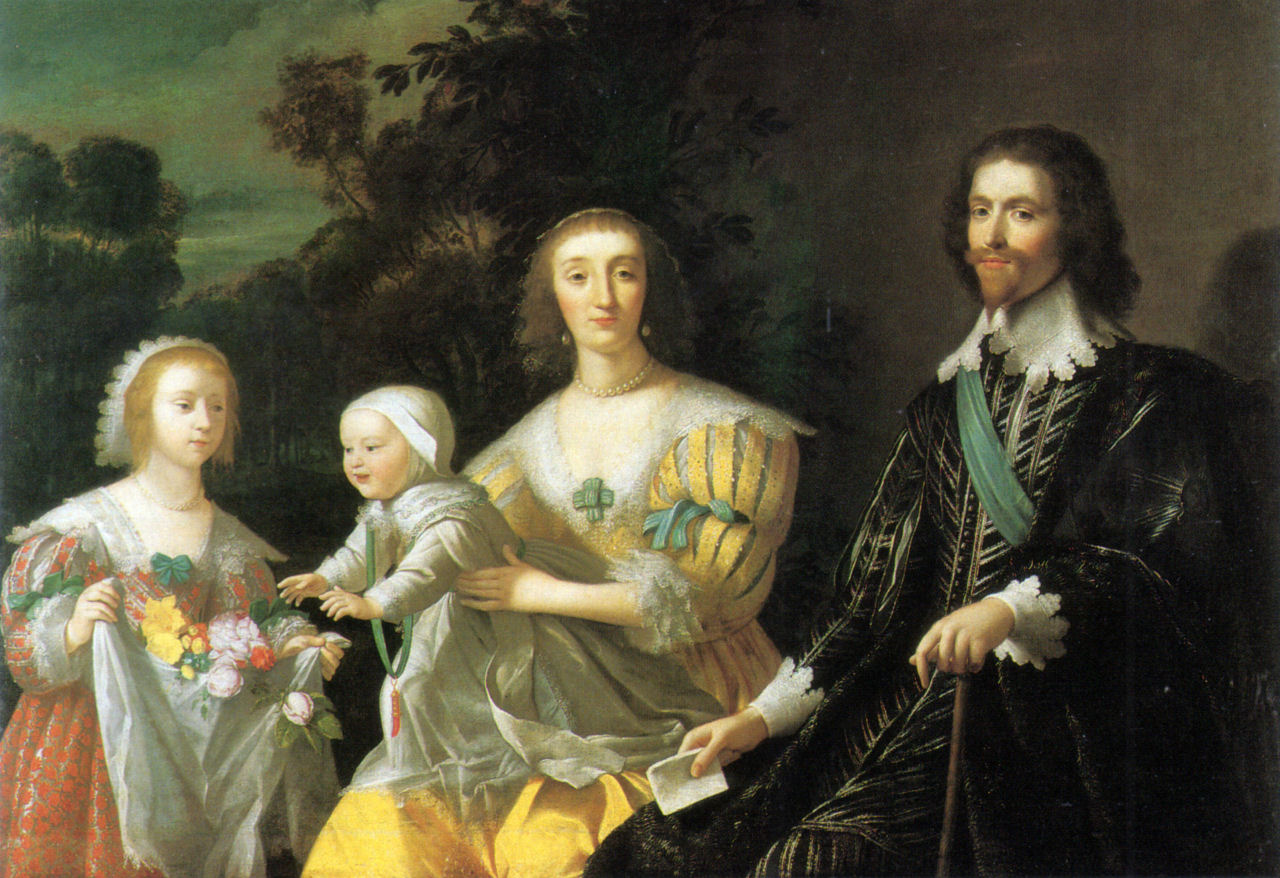
O duque de Buckingham com a esposa, Katharine, e os filhos, Mary e George, por Gerard van Honthorst.
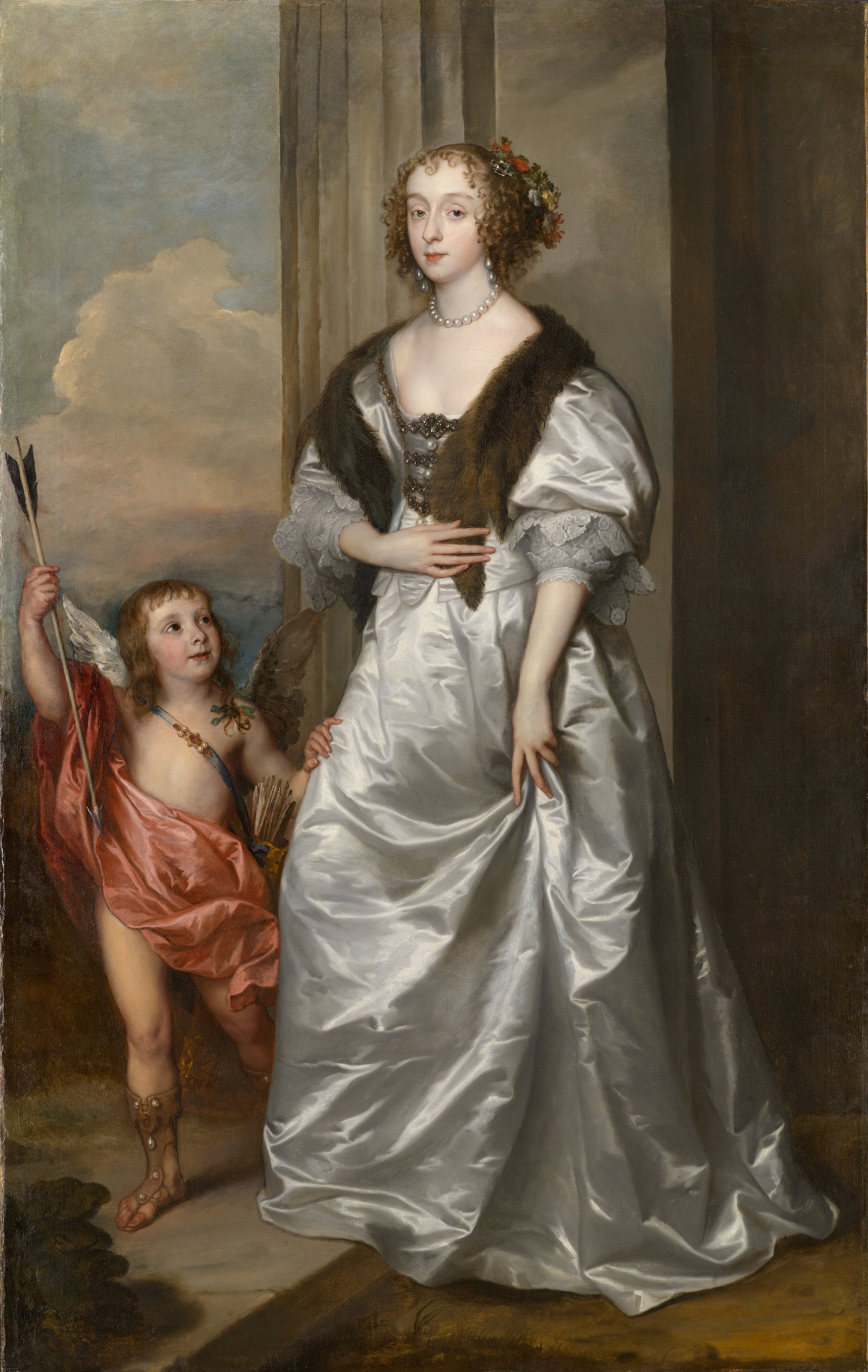
Mary representada como Vênus, com seu primo, Charles Hamilton, Senhor Arran, como o cupido, c. 1636, por Van Dyck.
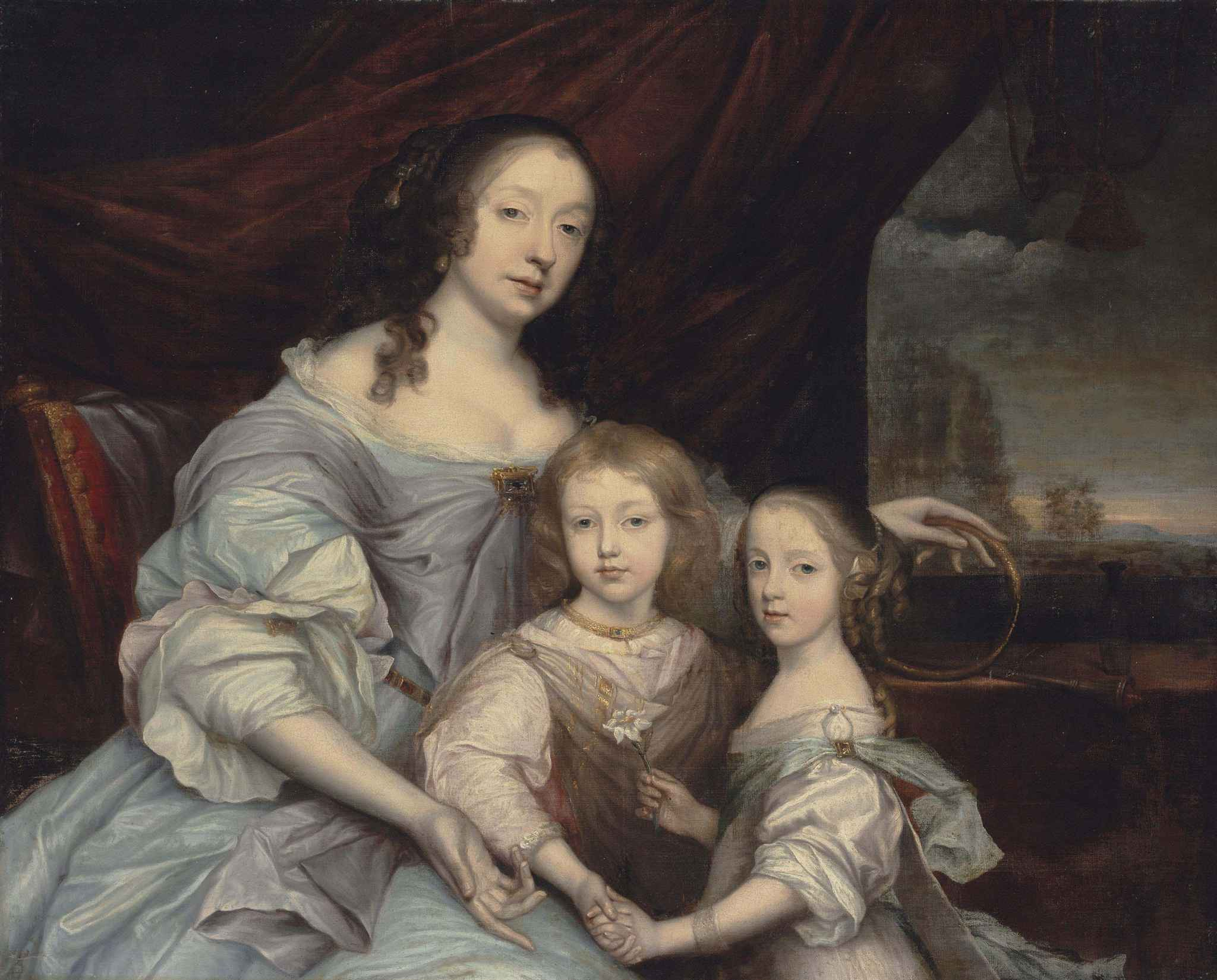
Mary com seus filhos, Esmé e Mary, c. 1660, por John Michael Wright.